# Jeanne Adriaensens
Jeanne Huybrechts-Adriaensens (Niel, 17 januari 1928 - Turnhout, 20 december 2017) was een Belgisch politica voor de BSP en vervolgens de SP.

## Levensloop
Jeanne Adriaensens was maatschappelijk assistent. Ze was getrouwd met Paul Huybrechts (1927-2012), die socialistisch gemeenteraadslid van Turnhout was. Zelf was ze aldaar vanaf 1960 lid van de COO-raad.
In 1974 werd ze verkozen tot lid van de Kamer van volksvertegenwoordigers voor het arrondissement Turnhout en vervulde dit mandaat tot in 1981. In de periode april 1974-oktober 1980 zetelde ze als gevolg van het toen bestaande dubbelmandaat ook in de Cultuurraad voor de Nederlandse Cultuurgemeenschap. Vanaf 21 oktober 1980 tot november 1981 was ze tevens korte tijd lid van de Vlaamse Raad.
Tevens was van 1981 tot 1982 voorzitster van de Socialistische Vrouwen (SV). Ze werd in deze hoedanigheid opgevolgd door Leona Detiège.
Ze overleed in het Woonzorgcentrum De Wending te Turnhout. De uitvaartplechtigheid vond plaats in de aula van het crematorium van Turnhout.